# Julius et Roméa
Julius et Roméa est une bande dessinée de la série Jeremiah de Hermann parue en 1986.

## Synopsis
Jeremiah et Kurdy s'engagent volontairement comme ouvriers d'entretien dans une cité transformée en lieu de villégiature pour très riches pensionnaires. Romea, la fille du seigneur de la ville, est amoureuse de Julius, un paria, sale et puant, qui vit hors les murs et lui joue des sérénades à la cornemuse.
Au lieu du travail tranquille auquel ils s'attendaient, les héros se voient attribuer un numéro d'identification en guise de nom ; les tâches auxquelles ils sont assignés sont ingrates et tous les employés, qui n'ont pas le droit de fréquenter les habitants, sont parqués la nuit.
Toutefois, la quiétude de cette ville est troublée par l'ange noir qui défie l'autorité en renversant des poubelles tandis que sont organisées de troublantes courses de taureaux dans l'étrange arène de la ville…

## Clins d'œil
Pour la seconde fois, après Un cobaye pour l'éternité, Hermann met en scène Stonebridge. Ses traits sont ceux de Jacques de Pierpont dont Stonebridge est la traduction en anglais. « Pompon » a fait sa carrière sur la RTBF, Pure FM et Radio 21 où il animait des émissions sur le rock telles que Rock à gogo, The Rock Show ainsi que Hell's Bells. Il a également scénarisé plusieurs bandes dessinées, notamment Lagune - L'abbaye des dunes, un album de Marianne Duvivier,.
Marianne Duvivier, alors compagne de Jacques de Pierpont, tient sur le papier le rôle-titre de Romea,.